# Dawlatabad (Balj)
Dawlatabad es una ciudad de Afganistán perteneciente al distrito de su nombre. Pertenece a la provincia de Balj. 
Su población era oficialmente de 13.600 habitantes en 2006 y se estima en 2008 en 15.827 habitantes.